# Michel Brunache
Michel Brunache est un homme politique haïtien.

## Biographie
Il est ministre de la Justice de 2011 à 2012,.
Le 17 mai 2024, dans le cadre d'un appel à candidatures du 13 au 17 mai, le Conseil présidentiel de transition annonce avoir reçu plus de 80 candidatures au poste de Premier ministre. Parmi les candidats, l'ancien Premier ministre Garry Conille, Fritz Bélizaire, Paul Antoine Bien-Aimé, les anciens ministres de la Justice Michel Brunache et Lucmane Délile, ainsi que Jean Hector Anacacis, Gérald Germain, Inel Torchon, Alix Didier Fils-Aimé,, et Jean-Rodolphe Joazile. La candidature de Conille est finalement retenue le 29 mai.